# Mohamoud Ahmed Nur

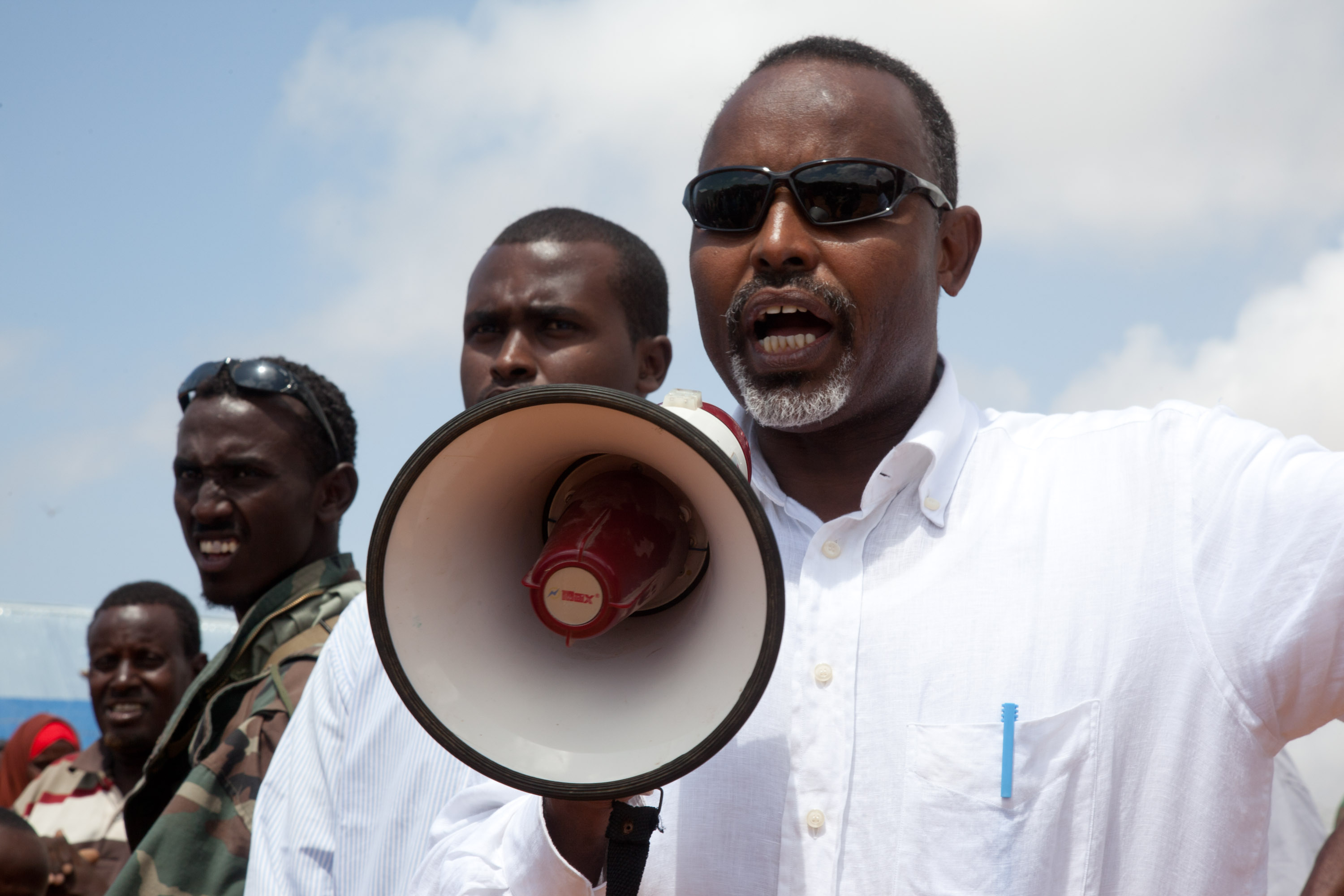
Mohamoud Ahmed Nur mit Megaphon (2011)

Mohamoud Ahmed Nur (* 1956) ist ein somalischer Politiker und war von Herbst 2010 bis Februar 2014 Bürgermeister von Mogadischu.

## Leben

### Exil
Nur emigrierte nach Beginn des Somalischen Bürgerkriegs. In seinen fast 20 Jahren Exil arbeitete er u. a. als Personalberater für die Stadt London, wo er auch als Stadtrat für die Labour Party kandidierte.

### Bürgermeister von Mogadischu
Ahmed Nur setzte am Beginn seiner Bürgermeisterschaft zwei öffentliche Gärten und ein Frauenbasketballteam in dem vom Bürgerkrieg geprägten Mogadischu durch. Er rief auch Bürgerinitiativen gegen den Müll ins Leben und versuchte die Straßenbeleuchtung wieder zu aktivieren.
Er bekommt regelmäßige Drohungen der islamistischen Organisation Al-Shabaab.
Im Februar 2011 organisierte er ein Musikfestival. Dabei kam es zu Schießereien, bei denen somalische Soldaten drei Zivilisten erschossen. Dies soll auf Befehl seines Amtsvorgängers Mohammed Omar Habeb Dhere passiert sein. Dieser wurde anschließend von Soldaten der Afrikanischen Union verhaftet.
Im Zusammenhang mit der Hungerkrise am Horn von Afrika 2011 verbot Ahmed Nur ausländischen Angehörigen von Nichtregierungsorganisationen das Betreten, der von der al-Shabaab beherrschten Gebiete. Diese seien nicht sicher für die Helfer.
Am 27. Februar 2014 entließ ihn Präsident Hassan Sheikh Mohamud vom Amt des Bürgermeisters. Sein Nachfolger wurde Hassan Mohamed Hussein (auch Mungab).